# Galianoella
Galianoella is een geslacht van spinnen uit de familie Gallieniellidae.

## Soorten
Het geslacht kent de volgende soort:
- Galianoella leucostigma (Mello-Leitão, 1941)